# Tropeço
Tropeço is een plaats (freguesia) in de Portugese gemeente Arouca en telt 1 297 inwoners (2001).